# 오로트산
오로트산(Orotic acid) 또는 오로틴산은 헤테로고리 산화물로 피리미딘에 속한다.
1948년에 발견된 이래 오랜 기간 비타민 B13으로써 비타민 B의 일종으로 인식되었으나, 사람을 포함한 대다수의 고등동물이 체내에서 자체 합성 가능할 뿐만 아니라, 뉴클레오타이드의 대사중간체(en)임이 확인되어 비타민 B군에서는 실질적으로 제외되었다.